# Indicador de actitud

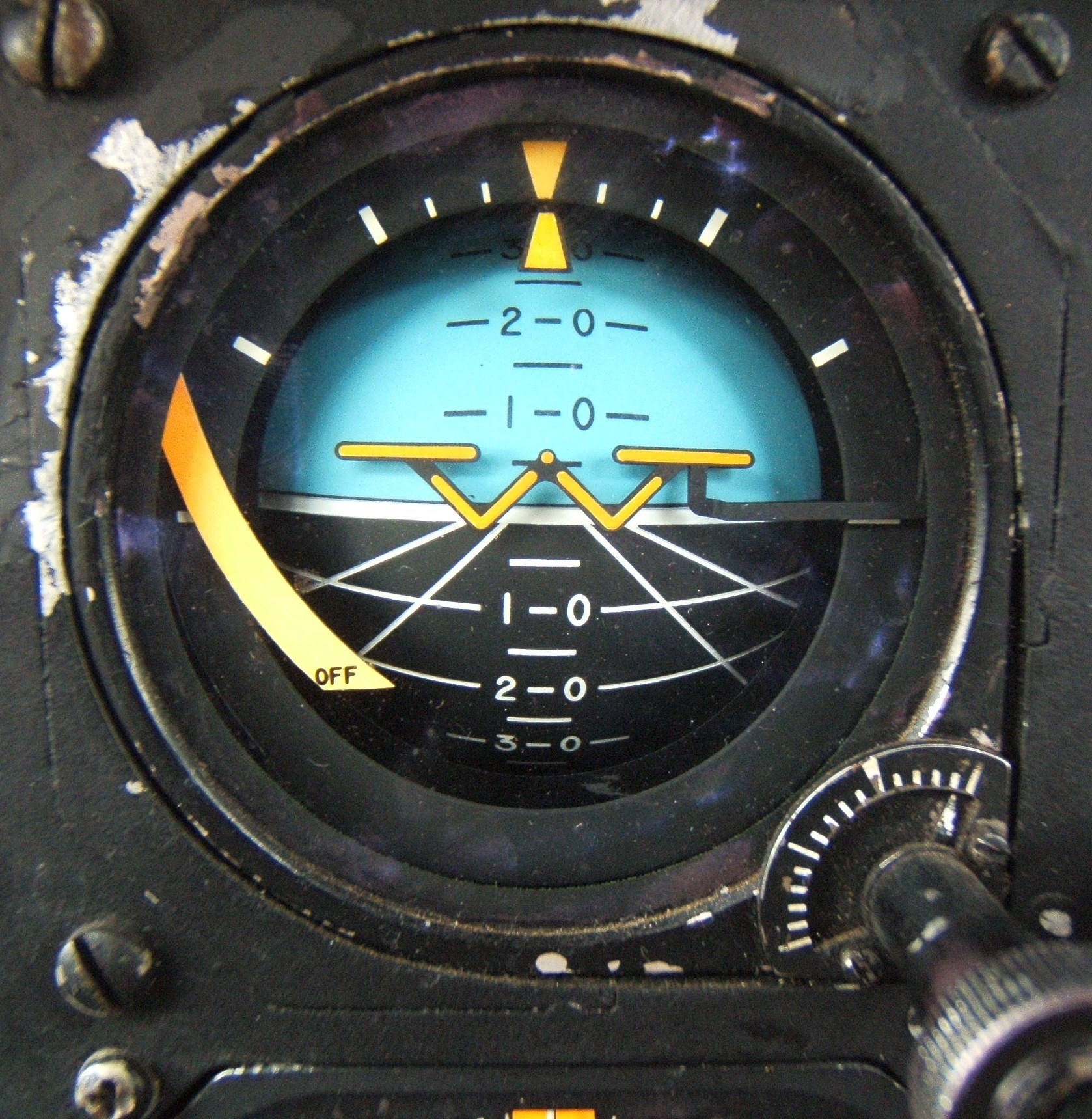
Indicador de actitud analógico básico.

Un Indicador de Actitud (IA), también conocido como horizonte artificial, es un instrumento de vuelo que muestra la orientación de la aeronave respecto al horizonte. Con él se puede conocer rápidamente el ángulo de alabeo y cabeceo. Gracias a este instrumento, es posible volar en condiciones de visibilidad reducida o nula.
Hay que tener en cuenta que el horizonte artificial no muestra si la aeronave está ascendiendo o descendiendo (para ello se recurre al variómetro), únicamente nos indica su posición con respecto al horizonte.

## Construcción y operación

### Horizonte artificial analógico

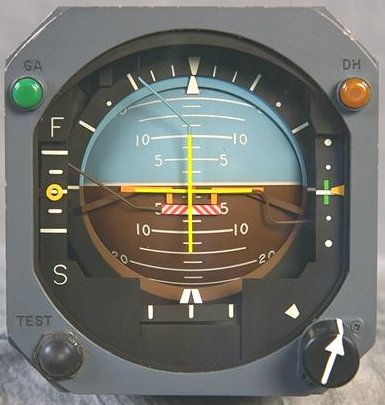
Indicador de actitud y dirección (integra las indicaciones del sistema de aterrizaje instrumental y del director de vuelo).

El horizonte artificial está formado por un giroscopio de rotación horizontal, que está montado sobre un sistema de ejes que le permiten tres grados de libertad, todo esto está en el interior de una caja hermética. Para su funcionamiento, el giroscopio ha de girar a gran velocidad, mediante una corriente de aire o mediante un pequeño motor eléctrico.
El giroscopio está unido a una esfera visible, dividida en dos hemisferios por la línea del horizonte (el superior de color azul, representando el cielo, y el inferior de color negro o marrón, simulando la tierra), los cuales están graduados con líneas horizontales cada 5° por encima y por debajo de la línea del horizonte. Por delante de la esfera se coloca una representación de avión en miniatura (en forma de W o de omega invertida) que sirve para marcar sobre la esfera los grados de cabeceo de la aeronave.
En la parte frontal de la caja existe una escala semicircular inmóvil, marcada con líneas separadas 10°, 20°, 30°, 60° y 90° a cada lado de la vertical del instrumento. Un puntero solidario con la esfera móvil marcará sobre esta escala los grados de alabeo de la aeronave.

#### Integración con otros sistemas de la aeronave
Existen horizontes artificiales analógicos más evolucionados que combinan en el mismo instrumento información procedente de otros sistemas de la aeronave, como pueden ser las indicaciones del sistema de aterrizaje instrumental o las indicaciones del director de vuelo.

### Horizonte artificial digital

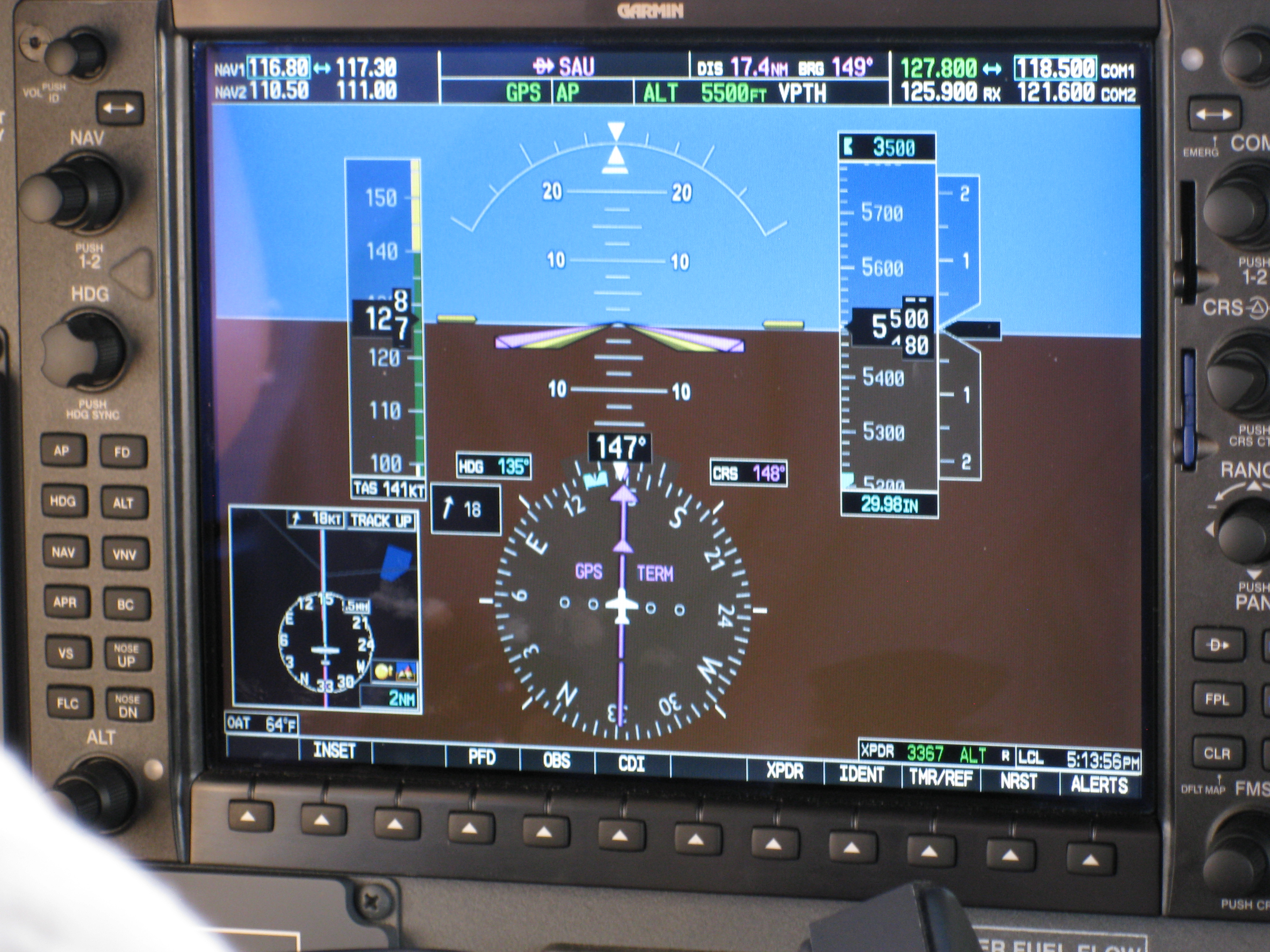
Pantalla principal de vuelo que muestra la información correspondiente al horizonte artificial, entre otros datos.

Actualmente, con el avance de las nuevas tecnologías y a la aparición de las cabinas de cristal, ya no es necesario el uso de instrumentos analógicos, sino que se puede mostrar en una pantalla la información procedente de los sistemas de referencia de actitud y rumbo (AHRS) de la aeronave, junto con otros datos necesarios para el piloto, dando lugar a lo que se denomina pantalla principal de vuelo (PFD). Aun así, muchos aviones modernos siguen contando con un giroscopio mecánico o digital como horizonte artificial de reserva.

### Ajuste del horizonte artificial
Cuando el avión se encuentre recto y nivelado, el piloto, mediante el botón giratorio de ajuste, debe colocar las alas del avión en miniatura alineadas con el horizonte artificial. La exactitud de este ajuste puede mejorarse teniendo en cuenta la carga y el centrado de la aeronave.

## Historia
El primer horizonte artificial fue inventado por Elmer Sperry y se probó por primera vez en vuelo por Jimmy Doolittle en 1929.
En un primer momento, los horizontes artificiales estaban limitados en la cantidad de cabeceo y alabeo que podían soportar, que era aproximadamente de 60° en el cabeceo y 100° en el alabeo; si alguno de estos límites era excedido se producía una inclinación en el instrumento, por lo que se instaló un mecanismo que bloqueaba en giroscopio en una posición vertical durante cualquier movimiento que superara los límites.